# Polkovnik
Polkovnik (angleško Colonel; nemško Oberst) je visoki častniški čin, ki po navadi poveljuje polku oz. formaciji ustrezne velikosti. V vojni mornarici mu po navadi ustreza čin kapitana, v Slovenski vojski natančneje kapitana bojne ladje.
Slovenska vojska: 

## Etimologija
V sodobnih evropskih oboroženih silah (in iz njih izhajajočih) so se izoblikovale tri skupine imena čina: romanski (Coronel), germanski (Oberst) in slovanski (polkovnik).

### Coronel
Romansko ime čina se je pojavilo zaradi vojaških reform kralja Ferdinanda II. Aragonskega. Okoli leta 1505 je tako del svoje vojske preoblikoval v 20 enot, katere je poimenoval colunelas (kolone); slednje so imele med 1000 do 1250 vojakov in so se še naprej delile na čete. Poveljnik kolone je imel naziv cabo de colunela (vodja kolone); sčasoma pa se je naziv skrajšal samo na colunel. Ker pa so bile to kraljeve enote, so enote imele tudi naziv coronelias in poveljniki coronels. Pozneje v 16. stoletju pa so Francozi prevzeli idejo o preoblikovanju vojske in so tako posledično v 17. stoletju ustanovili prve polke; obdržali pa so naziv Colonel ([colonel]). Po francoskem zgledu pa so šli Britanci, ki so tudi sami uvedli tako polke kot čin Colonel, pri čemer pa so prevzeli špansko in ne francosko izgovorjavo (/ˈkɜrnəl/). Zaradi britanskega in francoskega kolonialnega imperija (ter vplivnega področja) se je tako čin Colonel razširil po svetu.
Danes slednjo obliko čina (oz. različico) uporabljajo:
- Albanija - Kolonel,
- Avstralija - Colonel,
- Belgija - Kolonel,
- Brazilija - Coronel,
- Čile - Coronel,
- Estonija - Kolonel,
- Indija - Colonel,
- Irska - Colonel,
- Italija - Colonnello,
- Kanada - Colonel,
- Kolumbija - Coronel,
- Nizozemska - Kolonel,
- Nova Zelandija - Colonel,
- Pakistan - Colonel,
- Portugalska - Coronel,
- Španija - Coronel,
- Združeno kraljestvo - Colonel,
- ZDA - Colonel,...

### Oberst
V 16. stoletju se je v nemško-govorečem prostoru izoblikoval naziv za poveljnika enote, ki je združevala več čet. Slednjim so poveljevali stotniki (oz. Hauptmanni; dobesedno Glavni možje), poveljnikov večje enote - današnjega polka - (in s tem stotnikov) pa so nadali nazive: Oberster Feldhauptmann (Najvišji poljski glavni mož oz. Najvišji poljski stotnik) oz. Oberster Hauptmann (Najvišji stotnik); sčasoma pa se je naziv skrajšal na Obrister oz. nazadnje Oberst. Od leta 1945 se za čin Obersta uporablja kratica Obst.
Danes slednjo obliko čina (oz. različico) uporabljajo:
- Avstrija - Oberst,
- Danska - Oberst,
- Finska - Eversti oz. Överste,
- Islandija - Ofursti,
- Nemčija - Oberst,
- Norveška - Oberst,
- Švedska - Överste,
- Švica - Oberst,...

### Polkovnik
V 16. stoletju so v številnih srednje- in vzhodnoevropskih vojskah po zgledu zahodnoevropskih držav uvedli polke, pri čemer samo ime za polk izhaja iz stare slovanščine (plk oz. polk), ki označuje enoto stoječe/aktivne vojske. Ime čina (polkovnik) tako označuje osebo, ki poveljuje polku.
Danes slednjo obliko čina (oz. različico) uporabljajo:
- Bolgarija - Polkovnik/Полковник,
- Bosna in Hercegovina - Pukovnik,
- Češka - Plukovník,
- Gruzija - Polkovniki/პოლკოვნიკი,
- Hrvaška - Pukovnik,
- Litva - Pulkininkas,
- Poljska - Pułkownik,
- Rusija - Polkovnik/Полковник,
- Slovaška - Plukovník,
- Slovenija - Polkovnik,
- Srbija - Pukovnik/Пуковник,
- Ukrajina - Polkovnyk,...

### Druge države
- Afganistan Dagarwal (دګروال)
- Armenia — Gndapet (գնդապետ)
- Madžarska - ezredes (dobesedno: vodja tisočih)
- Ljudska republika Kitajska Shang Xiao
- Grčija Syntagmatarchis (Συνταγματάρχης)
- Iran Sarhang (سرهنگ)
- Izrael Aluf Mishne (אלוף משנה)
- Južna Koreja Taeryong
- Severna Koreja Sangchwa
- Republika Kitajska (Tajvan) Shang Hsiao
- Tajska Nai Phan (นายพัน)
  - Phan Ek (TH: พันเอก)  - Prvi od tisočih
- Turčija Albay
- Vietnam Đại tá
- Egipt عقيد Aqid (Egipt in večina arabskih držav)

## Galerija
- Polkovnik (Čilenska kopenska vojska) (Coronel)
- Polkovnik (Čilensko vojno letalstvo) (Coronel)
- Polkovnik (Kolumbija)
- Polkovnik (Egipt) (عقيد‎)
- Polkovnik (Poljska) (Pułkownik)
- Polkovnik (Grčija) (Syntagmatarchis)
- Polkovnik (Italija) (Colonnello)
- Polkovnik (Nizozemska) (Kolonel)
- Polkovnik (Portugalska) (Coronel)
- Polkovnik (Romunija)
- Polkovnik (Sovjetska zveza) (Polkovnik / Полковник)
- Polkovnik (Švedska) (Överste)
- Polkovnik (Tajska)
- Polkovnik (ZDA)

## Končni čin
V nekaterih oboroženih silah je čin polkovnika najvišji možni čin, saj ne obstaja višji generalski čin:
- Antigva in Barbuda (170 pripadnikov),
- Benin (4.500 pripadnikov)
- Kostarika (okoli 8.000 pripadnikov)
- Gambija (1.900 pripadnikov)
- Islandija (100 pripadnikov)
- Libija (Moamer Gadafi)
- Luksemburg (1.500 pripadnikov)
- Monako (okoli 250 pripadnikov)
- Niger (8.000 pripadnikov)
- Surinam (1.800 pripadnikov)
- Vatikan (Švicarska garda; 135 pripadnikov)